# Monti Kurajskij
I monti Kurajskij (in russo Курайский хребет?) sono una catena montuosa dei monti Altaj orientali. Si trovano in Russia, nel Koš-Agačskij rajon della Repubblica dell'Altai.

## Geografia
I monti Kurajskij sono lo spartiacque tra i fiumi Čuja e Baškaus. Hanno una lunghezza di circa 140 km e la loro vetta più alta è il monte Verchov'e Ortolyka (3 446 m).
A est, la catena confina con i monti Čichačëv; a sud con la steppa della Čuja e quella di Kuraj. A nord il fiume Baškaus la separa dall'altopiano di Ulagan (Улаганское плато), mentre a ovest il fiume Čibitka la divide dai monti Ajgulakskij (Айгулакски хребет).
I monti sono composti da rocce metamorfiche. Le pendici meridionali sono segnate dall'erosione continentale risalente al Paleogene e Neogene. Il versante settentrionale presenta prati subalpini e boschi di larici, il versante meridionale è coperto dalla vegetazione tipica della steppa.